# 緑川あかり
緑川 あかり（みどりかわ あかり、2005年8月15日 - ）は、日本のプロスカッシュ選手。世界ランキングの最高位は89位。

## 経歴
千葉県千葉市出身。10歳でスカッシュを始める。
2022年6月に行われたアジアジュニア個人戦（U17）で優勝した。
2023年11月に行われた全日本スカッシュ選手権では、決勝で杉本梨沙を破り、初優勝を果たした。
2024年11月に行われた全日本スカッシュ選手権では、決勝で渡邉聡美に敗れ、準優勝となった。